# Regina ostrogoților
Regina ostrogoților este o poezie scrisă de George Coșbuc, publicată în 1893 în volumul Balade și idile.